# Placas de identificação de veículos na Guatemala

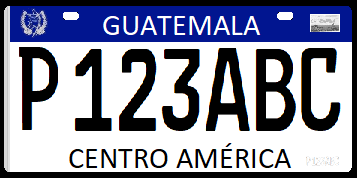
Placa guatemalteca emitida em 2021

As placas de identificação de veículos na Guatemala são a forma pela qual esse país centro-americano registra seus veículos motorizados. Tradicionalmente, as placas guatemaltecas são produzidas no tamanho padrão norte-americano de 6 × 12 polegadas (152 × 300 mm). 

## Galeria

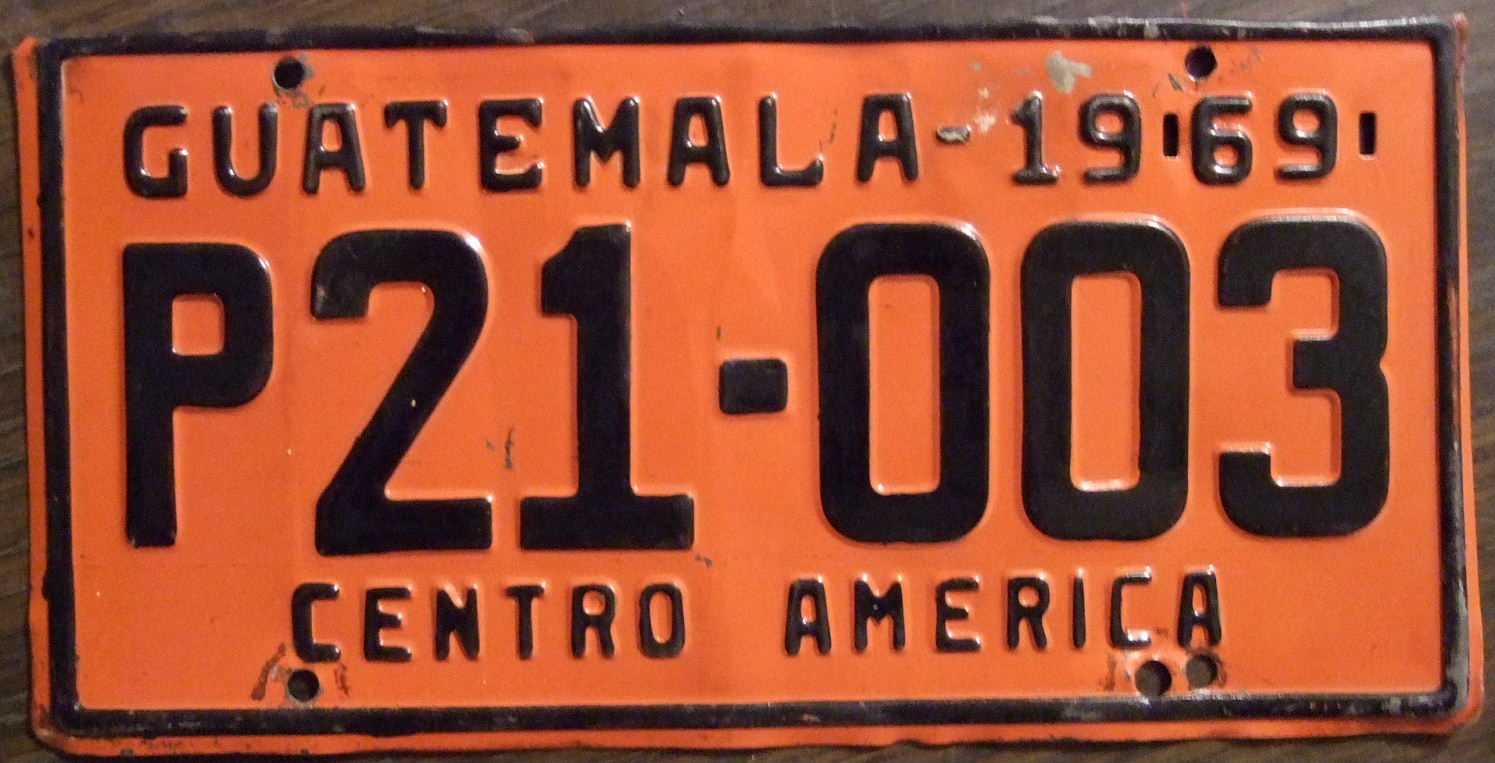
1969
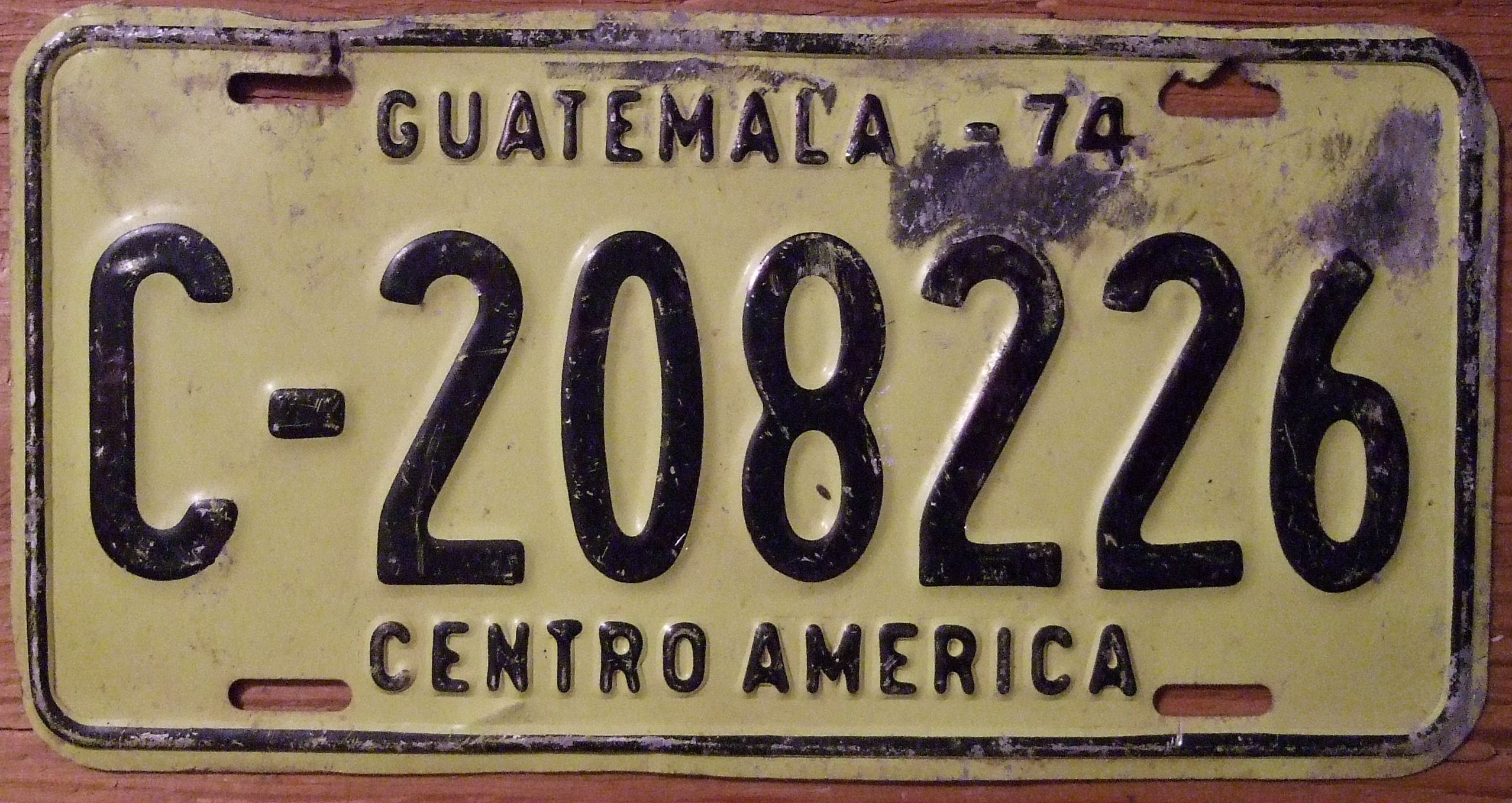
1974
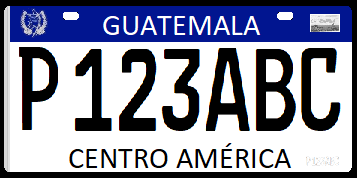
2021